# Pataki Sámuel (orvos, 1765–1824)
Pataki Sámuel (Kolozsvár, 1765. február 16. – Kolozsvár, 1824. április 2.) orvos, királyi tanácsos, Erdély főorvosa.

## Élete
Középiskoláit a kolozsvári református főiskolában, orvosi tanulmányait Göttingenben, Bécsben és Pesten végezte, ahol 1794. február 11-én orvosdoktori oklevelet szerzett. Hazaérkezve apja mellett kezdte meg orvosi gyakorlatát. A himlőoltás megtanulása céljából felment Bécsbe és 1801-ben Erdélyben, különösen Kolozsváron meghonosította. 1806-ban a főkormányszéki egészségügyi tanács tagjává, 1812-ben annak elnökévé és országos főorvossá nevezték ki. 1814-ben az Erdélyben dühöngött pestisjárvány leküzdése körül szerzett érdemeiért királyi tanácsosságot kapott. Vegyelemezte Erdély fürdőit. Sírja a házsongárdi temetőben található.

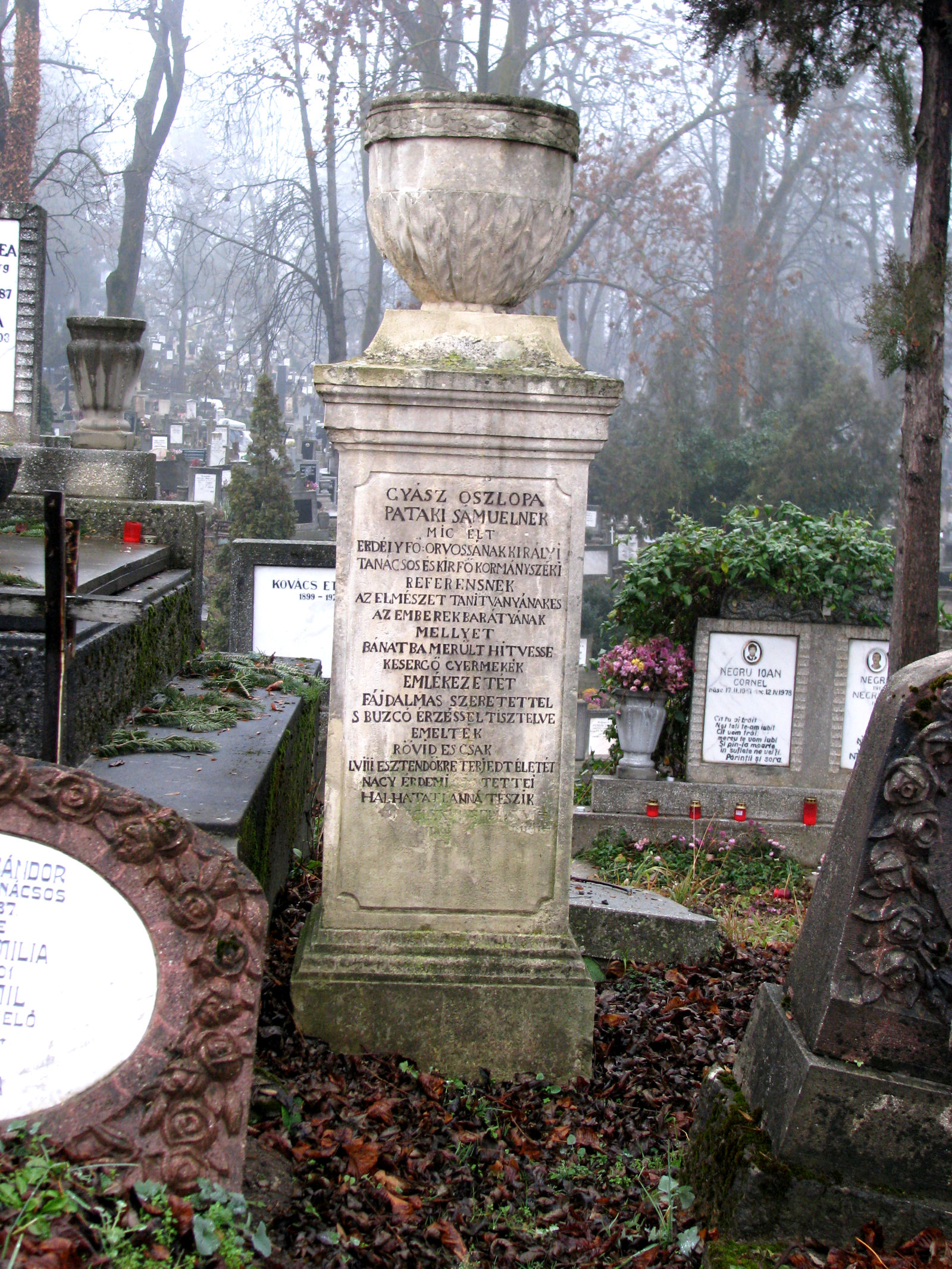
Pataky Sámuel sírja Kolozsváron, a Házsongárdi temetőben.

## Műve
- Descriptio physico-chemica aquarum mineralium Transsylvaniae. Jussu exc. r. gubernii in compendium redacta. Pestini, 1820.